# John Carey
John Carey ( 1797 - 1880 )  fue un botánico  y grabador inglés, que trabajó en Estados Unidos desde 1830 a 1852, y se estableció en Nueva York. 

## Honores

### Epónimos
- (Cyperaceae) Carex careyana Torr. ex Dewey[2]
- (Cyperaceae) Cyperus careyi Britton in Small[3]
- (Euphorbiaceae) Euphorbia careyi F.Muell.[4]
- (Goodeniaceae) Pentaptilon careyi (F.Muell.) E.Pritz.[5]
- (Polygonaceae) Persicaria careyi Greene[6]

- La abreviatura «J.Carey» se emplea para indicar a John Carey como autoridad en la descripción y clasificación científica de los vegetales.[7]

## Fuente
- Kent, dh; de Allen. 1984. British and Irish Herbaria. Londres